# Max Bahr (Politiker)

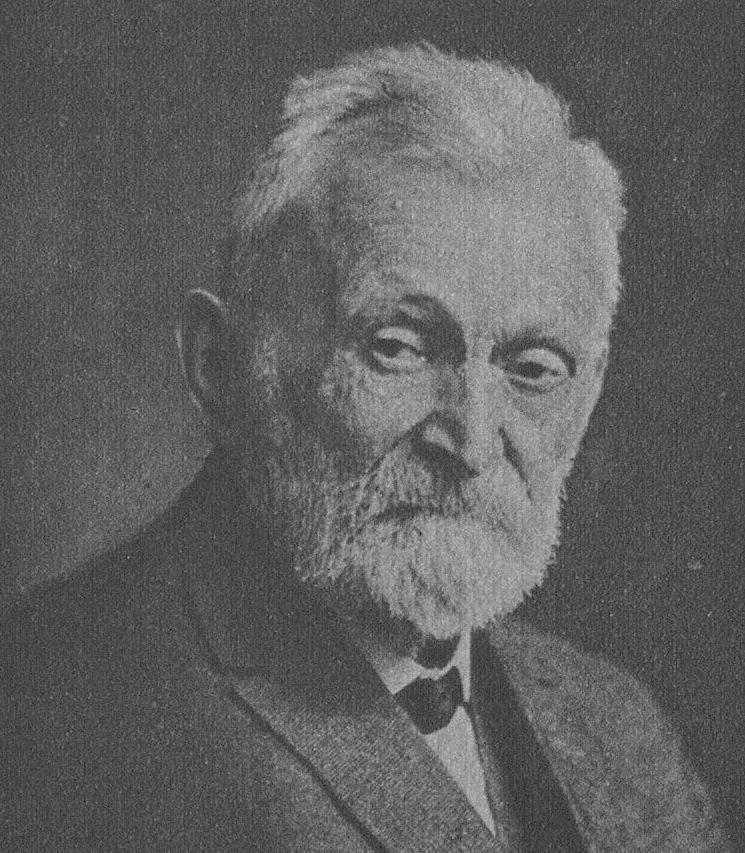
Max Bahr, um 1924

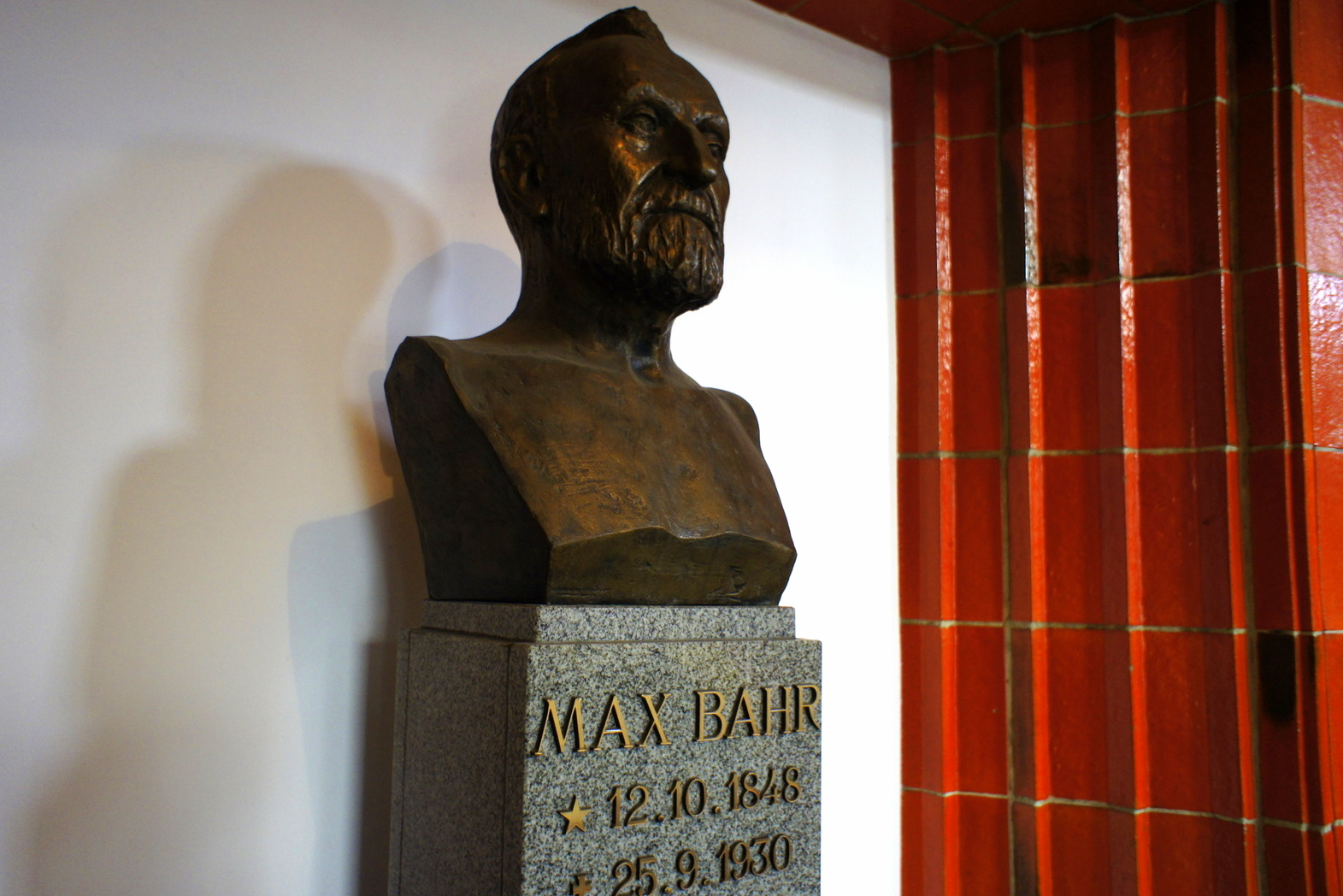

Max Bahr (* 25. Oktober 1848 in Landsberg an der Warthe; † 25. September 1930 ebenda) war ein deutscher Unternehmer und Politiker der DDP. 

## Leben und Beruf
Nach dem Besuch der Bürgerschule wechselte Bahr, der evangelischen Glaubens war, auf das Gymnasium seiner Heimatstadt Landsberg, das er jedoch bereits 1864 mit 16 Jahren nach Erwerb der Mittleren Reife wieder verließ. Nach einer kaufmännischen Lehre und erster Berufstätigkeit in Potsdam leistete er 1869 bis 1871 beim Dragoner-Regiment Nr. 10 seinen Militärdienst ab. Anschließend ging er für ein halbes Jahr nach London und war nach seiner Rückkehr bis 1884 in Landsberg als Kaufmann für Manufakturwaren tätig. 1884 gründete er eine Sack- und Planfabrikation mit Werken in Landsberg, Magdeburg und Hamburg. 1903 gründete er zudem eine Jutespinnerei. Seit Ende des 19. Jahrhunderts unternahm er ausgedehnte Studienreisen in die USA und Vorderindien.
Bahr engagierte sich im Verband für Bodenreform und war Mitglied der Siedlungsgesellschaft „Eigene Scholle“. Zudem gründete er eine Sparkasse für die Mitarbeiter seiner Betriebe und war an der Gründung der Volkswohl AG, eines gemeinnützigen Unternehmens in Landsberg, beteiligt. Er stiftete seiner Heimatstadt ein Volkswohlfahrtshaus (1913) und ein Volksschwimmbad (1930).
Für seine Verdienste verlieh ihm seine Heimatstadt die Ehrenbürgerwürde.

## Abgeordneter
Bahr war Mitbegründer der Deutschen Demokratischen Partei und gehörte seit der Reichstagswahl 1919 der Weimarer Nationalversammlung an. Anschließend war er bis 1924 Reichstagsabgeordneter. Zudem war er Stadtverordneter und Magistratsmitglied in Landsberg.

## Schriften
- Reise-Berichte aus Amerika. Landsberg an der Warthe 1906.